# Capitão de mar e guerra
Capitão de mar e guerra (pré-AO 1990: capitão-de-mar-e-guerra) é um posto de oficial superior utilizado nas forças navais de diversos países do mundo de língua portuguesa, incluindo as de Angola, Brasil, Guiné-Bissau, Moçambique, Portugal e São Tomé e Príncipe. É equiparado ao posto de coronel das forças terrestres.
Outros países utilizam designações alternativas para os seus postos navais equivalentes, incluindo "capitão" (EUA, Reino Unido, Canadá, etc.), "capitão do mar" (Cabo Verde, Países Baixos, Alemanha, etc.), "capitão de navio de linha" (Espanha, França, Itália, etc.), "capitão de primeira classe" (Rússia, Bulgária, Ucrânia, etc.) e "comodoro"/"comandante" (Dinamarca, Noruega, Suécia, etc.).

## Comando de navios
Em regra, o capitão de mar e guerra ou equivalente é o oficial de posto mais elevado a poder exercer a função de comandante de um navio de guerra. Um oficial de posto imediatamente superior ao daquele (usualmente, comodoro ou contra-almirante) é já considerado oficial general, não lhe competindo assim o comando de navios individuais, mas sim o de forças navais ou outros grupos de navios. Mesmo o navio onde embarca o oficial general comandante de uma força naval (navio-chefe, capitânia) não é comandado diretamente por este, mantendo-se sob o comando efetivo do respetivo comandante.
Tradicionalmente, competiu sempre aos capitães de mar e guerra o comando dos maiores e mais poderosos navios de guerra de uma armada que, até meados do século XIX, eram as naus ou navios de linha. Posteriormente, passaram tipicamente a comandar cruzadores, couraçados e - já no século XX - porta-aviões, submarinos de mísseis balísticos e grandes navios de assalto anfíbio. Atualmente, a grande maioria das marinhas já não dispõe de navios de porte suficientemente grande para o seu comando ser exercido por capitães de mar e guerra, uma vez que os seus os maiores navios combatentes são geralmente as fragatas que são tipicamente comandadas por capitães de fragata. Na Marinha do Brasil, os capitães de mar e guerra comandam atualmente os navios-aeródromo, os navios doca, os navios de desembarque de carros de combate, o navio-escola Brasil e o veleiro Cisne Branco. Na Marinha Portuguesa, atualmente apenas o navio-escola Sagres é comandado por capitães de mar guerra, sendo que os últimos navios combatentes de porte suficientemente grande para o seu comando ser exercido por oficiais deste posto foram os avisos da classe Afonso de Albuquerque abatidos na década de 1960.

## História
Até então, o comandante de um navio era simplesmente chamado "capitão". Se comandava um conjunto de navios, além do seu próprio, era chamado "capitão-mor", como acontecia, por exemplo nas esquadras que partiam de Lisboa para a Índia. Sempre que se reunia uma frota, ou esquadra, o seu capitão-mor era nomeado pelo Rei, sendo frequentemente escolhidos nobres sem experiência de navegação. Esta situação altera-se em 1641 quando foram nomeados capitães de mar e guerra na frota que António Teles de Meneses comandou contra os espanhóis. Na carta de patente da nomeação de um destes Miguel de Cabedo, é referida a sua experiência anterior nas Armadas da Coroa e do Estado do Brasil como justificativa para a sua nomeação.
Na obra Memórias Militares de António de Couto Castelo Branco (1707), surge nova referência ao posto, descrito como …o qual mandava em tudo, como o governador de uma praça. …devia saber marcar o sol…, conhecer a variação da agulha…, …safar a nau para combate e manobrá-la para ganhar barlavento.
Num códice do século XVIII existente na biblioteca da Universidade de Coimbra, as funções e conhecimentos necessários para obter o posto são melhor especificados. Contudo, seria em 1722, com o Regimento do Capitão de Mar e Guerra, publicado em 31 de março, que ao longo dos seus 43 capítulos são expressos os seus deveres e funções. Uma curiosidade é que, no século XVIII, havia 2 capitães de mar e guerra a bordo, sendo que o segundo - de acordo com o regimento de 24 de Abril de 1736 - exercia as funções que hoje estão mais próximas as de um capitão-tenente, pois incluíam fazer a ronda do navio, acompanhado por um sargento, um condestável e um cabo de esquadra que levava o lampião, mas não podia mudar o rumo, ou virar de bordo, ou outra ação relativa à navegação, sem autorização do primeiro. Era este capitão de mar e guerra que orientava as manobras com a ajuda de um apito, para evitar …gritos e ruídos que ordinariamente causavam confusão., ainda segundo o seu regimento.

## Insígnias e distintivos de capitão de mar e guerra e de postos equivalentes

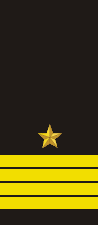
Kapitän zur See (Marinha Alemã)
Capitão de mar e guerra (Marinha de Guerra Angolana)[3]
Capitão de mar e guerra (Marinha do Brasil)
Kapitan I rang (Marinha da Bulgária)[4]
Capitão do mar (Guarda Costeira de Cabo Verde)[5]
Captain / Capitaine de vaisseau (Marinha Real do Canadá)
Capitán de navío (Armada do Chile)
Kapetan bojnog broda (Marinha de Guerra Croata)
Capitán de navío (Marinha de Guerra Revolucionária de Cuba)
Kommandør (Marinha Dinamarquesa)
Capitán de navío (Marinha Espanhola)
Captain (Guarda Costeira dos Estados Unidos)
Captain (Marinha dos Estados Unidos)
Kommodori Marinha da Finlândia
Capitaine de vaisseau (Marinha Nacional Francesa)[6]
Capitão de mar e guerra (Marinha Nacional da Guiné-Bissau)
Capitano di vascello (Marinha Militar Italiana)[7]
Capitão de mar e guerra (Marinha de Guerra de Moçambique)
Kapitein ter zee (Marinha Real dos Países Baixos)
Capitão de mar e guerra (Marinha Portuguesa)
Captain (Marinha Real do Reino Unido)
Kapitan 1-go ranga (Marinha da Rússia)[8]
Capitão de mar e guerra (Guarda Costeira de São Tomé e Príncipe)
Kommendör (Marinha da Suécia)
Kapitan I ranhu (Marinha da Ucrânia)[9]